# Ново Село (Струга)
Ново Село (мкд. Ново Село) је насеље у Северној Македонији, у западном делу државе. Ново Село припада општини Струга.

## Географија
Насеље Ново Село је смештено у југозападном делу Северне Македоније. Од најближег града, Струге, насеље је удаљено 10 km северно.
Ново Село се налази у историјској области Горњи Дримкол, која се обухвата северну обалу Охридског језера, око истока Црног Дрима из језера. Насеље је смештено у Струшком пољу, које се пружа на северној страни Охридског језера. Надморска висина насеља је приближно 700 метара.
Клима у насељу, и поред знатне надморске висине, има жупне одлике, па је пре умерено континентална него планинска. 

## Становништво
Ново Село је према последњем попису из 2002. године имало 235 становника. 
Већину становништва чине Албанци (100%).
Већинска вероисповест је ислам.